# あにばーさる 〜山猿だよ!! 勝手に紅白猿合戦2015 あの夢への第一歩〜
『あにばーさる 〜山猿だよ!!勝手に紅白猿合戦2015 あの夢への第一歩〜』（あにばーさる・やまざるだよ・かってにこうはくさるがっせん・ツーサウザンドフィフティーン・あのゆめへのだいいっぽ）は、日本のシンガーソングライター・山猿の1作目の映像作品。

## 概要
初の映像作品。
2015年12月27日に山猿の出身地である福島県郡山市の郡山市民文化センター・大ホールで開催されたワンマンライブ『山猿だよ!!勝手に紅白猿合戦2015』の模様を収録したライブ・ビデオとなっており、公演映像以外にステージ裏でのドキュメンタリーも収録された。
DVDとBlu-rayの2形態で発売され、初回生産分は2形態共通で三方背ボックス仕様となっている。

## 収録映像曲
| #   | タイトル                                         | 作詞 | 作曲              |
| --- | ------------------------------------------------ | ---- | ----------------- |
| 1.  | 「Opening」                                      |      | LASTorder         |
| 2.  | 「カジカ」                                       | 山猿 | 山猿、SHIKI       |
| 3.  | 「正直者はバカをみる!」                          | 山猿 | 山猿              |
| 4.  | 「花火」                                         | 山猿 | headphone-Bulldog |
| 5.  | 「いったいぜんたいなにがしたいかもわからない…」  | 山猿 | 山猿、川口圭太    |
| 6.  | 「NAGISA」                                       | 山猿 | 山猿              |
| 7.  | 「赤い実ハジケタ恋空の下」                       | 山猿 | 山猿              |
| 8.  | 「Dance Showcase」                               |      | LASTorder         |
| 9.  | 「先生ちょっと話聞いて･･･」                      | 山猿 | 山猿              |
| 10. | 「君は愛されてる」                               | 山猿 | 山猿、川口圭太    |
| 11. | 「3090〜愛のうた〜」                             | 山猿 | 山猿              |
| 12. | 「無口な明日を嫌わないで」                       | 山猿 | 山猿、楊慶豪      |
| 13. | 「180°」                                         | 山猿 | 山猿、津波幸平    |
| 14. | 「きき手」                                       | 山猿 | headphone-Bulldog |
| 15. | 「Maji SK」                                      | 山猿 | 山猿、楊慶豪      |
| 16. | 「愛・夢・孤独」                                 | 山猿 | 山猿、生田真心    |
| 17. | 「風」                                           | 山猿 | 山猿、L!th!um     |
| 18. | 「朝7:30ちょうどにすれ違ったマドンナに恋をした」 | 山猿 | 山猿              |
| 19. | 「赤い実ハジケタ恋空の下‥part2」                 | 山猿 | 山猿、AIBA        |

### 解説
本編
1. Opening
2. カジカ
3. 正直者はバカをみる!
4. 花火
5. いったいぜんたいなにがしたいかもわからない…
6. NAGISA
7. 赤い実ハジケタ恋空の下
8. Dance Showcase
9. 先生ちょっと話聞いて･･･
披露当時は未発表の新曲。
10. 君は愛されてる
11. 3090〜愛のうた〜
12. 無口な明日を嫌わないで
13. 180°
14. きき手
この楽曲披露前にバックバンドとバックダンサーのメンバー紹介が行われた。
15. Maji SK
16. 愛・夢・孤独
17. 風

アンコール
1. 朝7:30ちょうどにすれ違ったマドンナに恋をした
2. 赤い実ハジケタ恋空の下‥part2
披露当時は未発表の新曲。

## 参加ミュージシャン
- 山猿：Vocal

サポートバンドメンバー
- 川口圭太：Band Master & Guitar
- ガリバー鈴木：Bass
- モチヅキヤスノリ：Keyboards
- 今村舞：Drums
- DJ MATSUKO：DJ
- 足立賢明：Manipulator

サポートダンサーメンバー
- TAKABO：Choreographer & Dancer
- YOSHIMAI：Dancer
- TAKUYA：Dancer
- NORA：Dancer
- YAMAZARU KIDS DANCERS：Dancer